# Gustave Violet
Pour les articles homonymes, voir Violet (homonymie).
Gustave Violet, né à Thuir (Pyrénées-Orientales) le 18 juillet 1873 et mort à Perpignan (Pyrénées-Orientales) le 14 août 1952, est un sculpteur, un architecte et un écrivain français.

## Biographie
Né dans une famille aisée de Thuir en 1873 de l'union de Pallary François Violet (1838-1883) et de Brigitte Sors (1846-1926), Gustave Violet s'installe à Paris en 1894. Il entre comme élève architecte à l’École des beaux-arts de Paris où il achève sa scolarité d'architecte en 1897.
Gustave Violet s’installe en 1903 à Prades où il crée son atelier. C’est une période féconde où il s’inspire de la vie paysanne catalane dans des sculptures en terre cuite. En 1906, Georges Petit (galeriste) à Paris sollicita Santiago Rusinol et Gustave Violet pour une exposition de sculpture et de peinture, les rapprochant durablement dans une amitié artistique. Ils initièrent notamment un courant culturel partagé entre personnalités créatrices de part et d'autre en Catalogne, tant au Nord qu'au Sud des Pyrénées. La ville côtière de Sitges en a bénéficié culturellement par son Musée Cau Ferrat et le Palais de Maricel.
Il se marie le 3 juin 1907 à Prades avec Marguerite Sors, née le 9 mai 1886. Deux enfants naîtront, Pallade en 1908 et Thérèse en 1909.
Il réalise plusieurs commandes, comme le bas-relief du portail du collège Jean Moulin à Perpignan ou le Monument à Jules Lax, ingénieur qui permit la création du Train jaune.
Gustave Violet est décoré des Palmes académiques en 1907.
Appelé au front en 1914, il perd son ami l'écrivain Louis Codet et revient traumatisé à la vie civile. Il dénonce la guerre en publiant dans plusieurs journaux locaux, son œuvre évolue. En 1918, il obtient le premier prix de la Ville de Paris pour son immeuble de la rue de Rémusat.
À la suite de la guerre, il réalise de nombreux monuments aux morts et, aux côtés d’Aristide Maillol, renouvelle ce type de statuaire.
Il s'installe en 1919 au contrebas du site du couvent des Capucins de Céret où il crée le four du Grand Pin pour y cuire principalement sa production de céramiques estampillées « San-Joan » durant cette époque, avant de rejoindre Perpignan en juillet 1940, ayant fermé cet atelier.

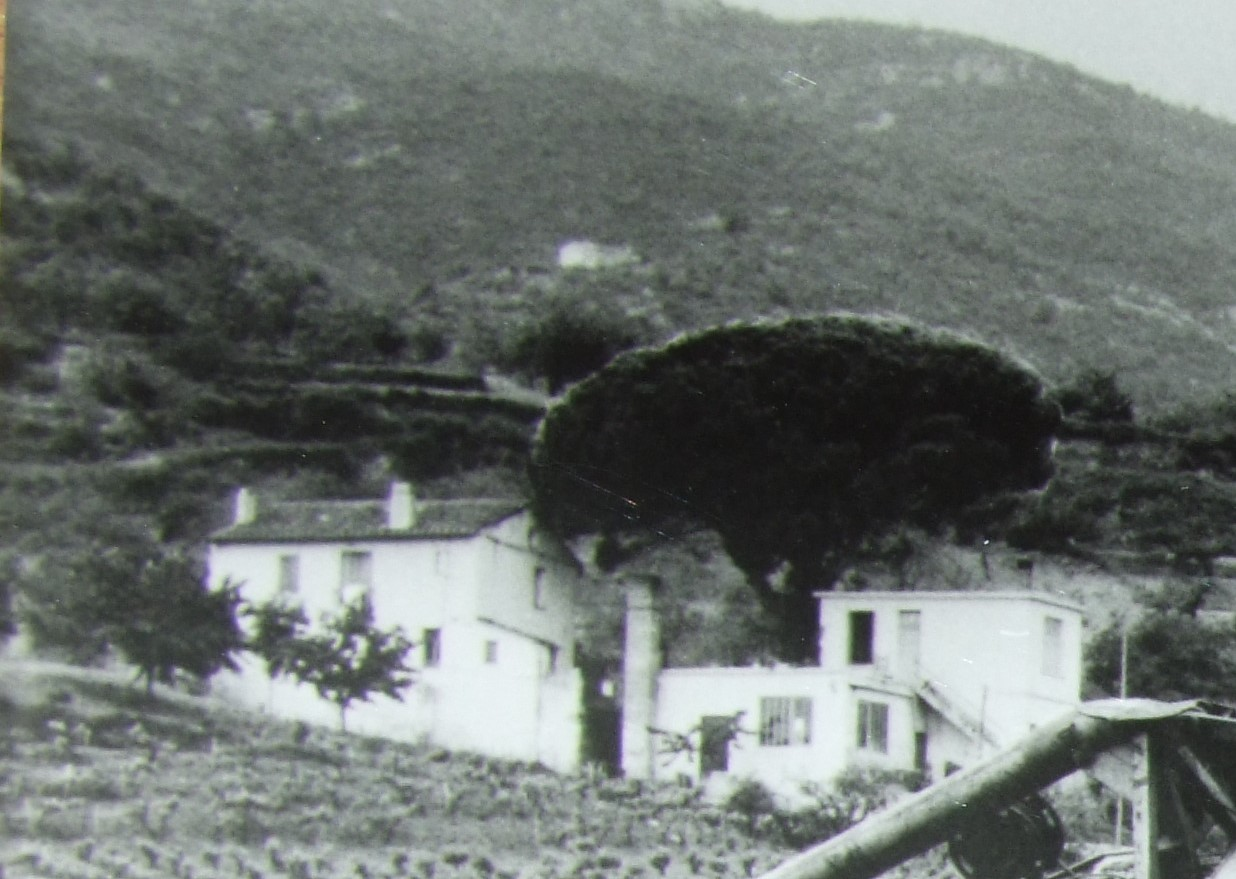
De 1919 à 1941, Gustave Violet y cuisait des céramiques.

Dans les années 1920, Gustave Violet aurait incité Aristide Maillol à sculpter une statue de vieille femme modélisant 2 de ses œuvres de cette inspiration. Il rencontre régulièrement le sculpteur Manolo Hugué, et son ami le musicien Déodat de Séverac. Au début de cette période, Miquel Paredès produira avec G. Violet divers bas-reliefs en cuivre pour les monuments aux morts victimes de la Première Guerre Mondiale, avant d'ouvrir une forge artistique. Dans l'effervescence artistique de l'époque atteignant aussi Céret, s'ajoutèrent au passage les sculpteurs Pablo Gargallo et Josep Biosca i Biosca, qui ont travaillé avec lui, et Marcel Gili à Perpignan. À la suite de la Guerre d'Espagne, le céramiste Llorens Artigas venu se réfugier à Céret entre 1939 et 1940, utilisa le four de céramique partagé avec Gustave Violet, jusqu'à la rupture de leur entente, cause de la fermeture de l'atelier "depuis l'incommensurable sauvagerie d'Artigas...ayant laissé l'atelier en piteux état, après deux ans de collaboration". Pourtant cet atelier avait été nommé aussi "Mariette", à l'intention de sa fille.
Il découvre à Prades le tableau du Christ en croix adoré par deux donateurs du Greco. Il est considéré, après Aristide Maillol, comme le principal sculpteur moderne du Roussillon. Ses œuvres sont notamment conservées au musée Hyacinthe-Rigaud de Perpignan, au musée d'Art contemporain de Barcelone, ainsi qu'à la bibliothèque-musée Víctor-Balaguer à Vilanova i la Geltrú.
La Seconde Guerre mondiale interrompt de nouveau son œuvre. Il meurt dans la pauvreté à Perpignan le 14 août 1952. Il est inhumé à Thuir auprès de sa famille.
Le collège de Prades, fondé en 1977, porte son nom.

## Œuvres

### Sculpture

#### Collections publiques
- Perpignan, musée Hyacinthe-Rigaud :
  - Catalane aux cruches, 1911, terre cuite[9] ;
  - Gargoulette, terre cuite[10] ;
  - Grande Jarre, terre cuite[11] ;
  - Jarre, terre cuite[12] ;
  - La Plana, terre cuite[13].
- Saint-Germain-en-Laye, musée départemental Maurice-Denis : Buste de George-Daniel de Monfreid, 1902.

#### Dans l'espace public

##### Monument aux morts

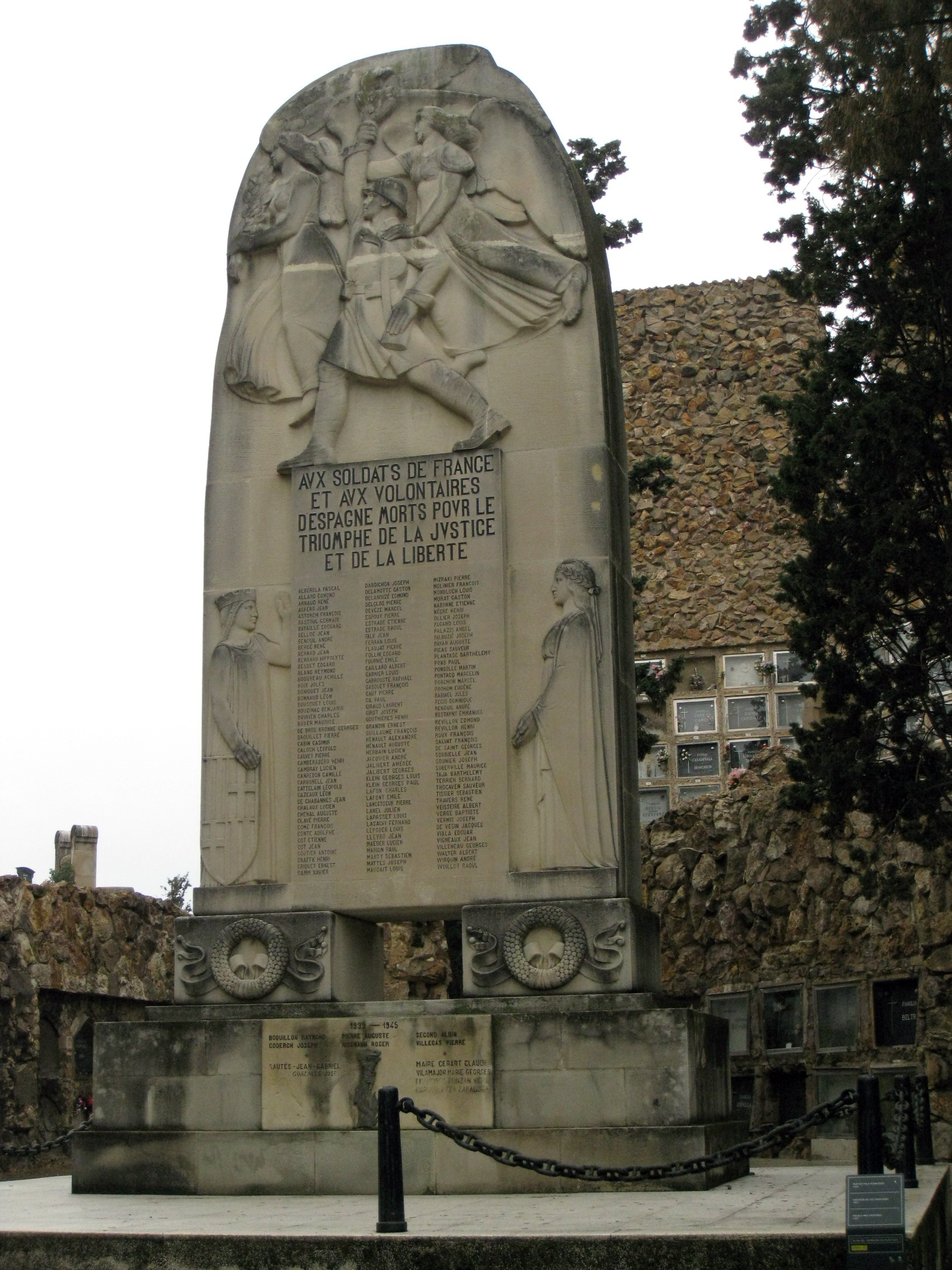
Aux morts pour la France de la Première Guerre mondiale (1925), cimetière de Montjuïc.

Gustave Violet est l'auteur de plusieurs monuments aux morts de la Première Guerre mondiale.
Espagne
- Barcelone, cimetière de Montjuïc : Monument aux morts pour la France de la Première Guerre mondiale, 1925[14].

France
- Monument aux morts d'Alénya[15] ;
- Monument aux morts de Claira[16] ;
- Monument aux morts de Collioure[17] ;
- Monument aux morts d'Estagel[18] ;
- Monument aux morts de 1914-1918 de Perpignan, 1924[19] ;
- Monument aux morts de Prades[20] ;
- Monument aux morts de Saint-Laurent-de-Cerdans, 1924[21] ;
- Monument aux morts de Tautavel[22] ;
- Monument aux morts de Thuir[23] ;
- Monument aux morts de Mazères, 1927[24],[25].

##### Autres monuments
- Céret : Monument aux créateurs du canal d'arrosage, 1937, fontaine[26].
- Elne : Monument de Charles Bolte, buste en bronze, envoyé à la fonte en 1942, copie réalisée par Peter Weiss en 1983[27].
- Perpignan :
  - collège Jean-Moulin : Le Travail et La Science, 1901, bas-reliefs en pierre cantonnant le portail[28] ;
  - Monument de Jean Jaurès, 1921[29].
- Vernet-les-Bains : Monument de l'Entente cordiale franco-anglaise, 1914[30].

### Architecture
- Molitg-les-Bains : façade d'un immeuble.
- Paris : 
  - façade d'un immeuble au 21, rue de Rémusat ;
  - maison de Gustave Violet, 22, rue de l'Yvette (détruite).
- Perpignan : 
  - façade de la maison de Gustave Violet, 15, rue Maximilien-de-Sully, 1923 ;
  - façade de la maison Ecoiffier, place Arago, 1911.
- Palau-del-Vidre : façade de la maison ayant appartenu à Joseph-Sébastien Pons, 1914.
- Pézilla-la-Rivière : façade de la maison du docteur Bergue.
- Prades : façade de maison.
- Toulouse : bas-reliefs de l'entrée de la piscine municipale Alfred-Nakache avec la participation de Marcel Gili[2].
- Elne : bas-reliefs de l'enceinte.

### Publications
- Traduction en catalan de L'Arlésienne d'Alphonse Daudet.
- (ca) la Font de l’Albera (La source des Albères), pièce de théâtre en collaboration avec Joseph-Sébastien Pons sur une musique d’Enric Morera i Viura.